# Garrafa plástica de leite

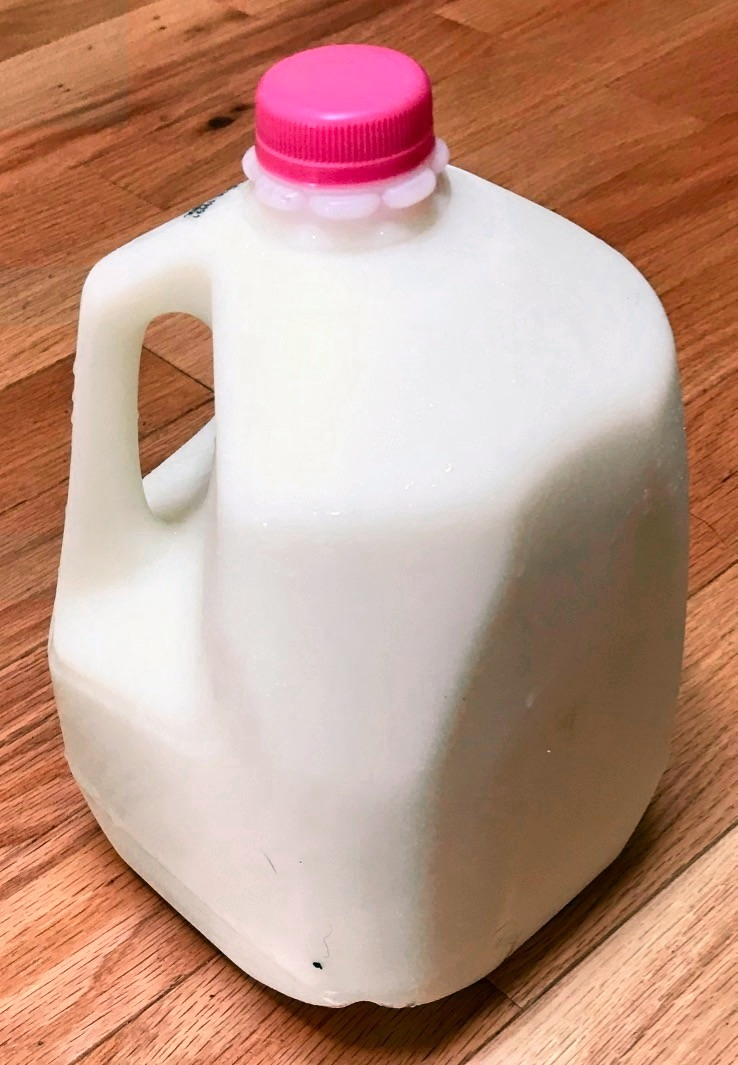
Garrafa plástica americana de leite

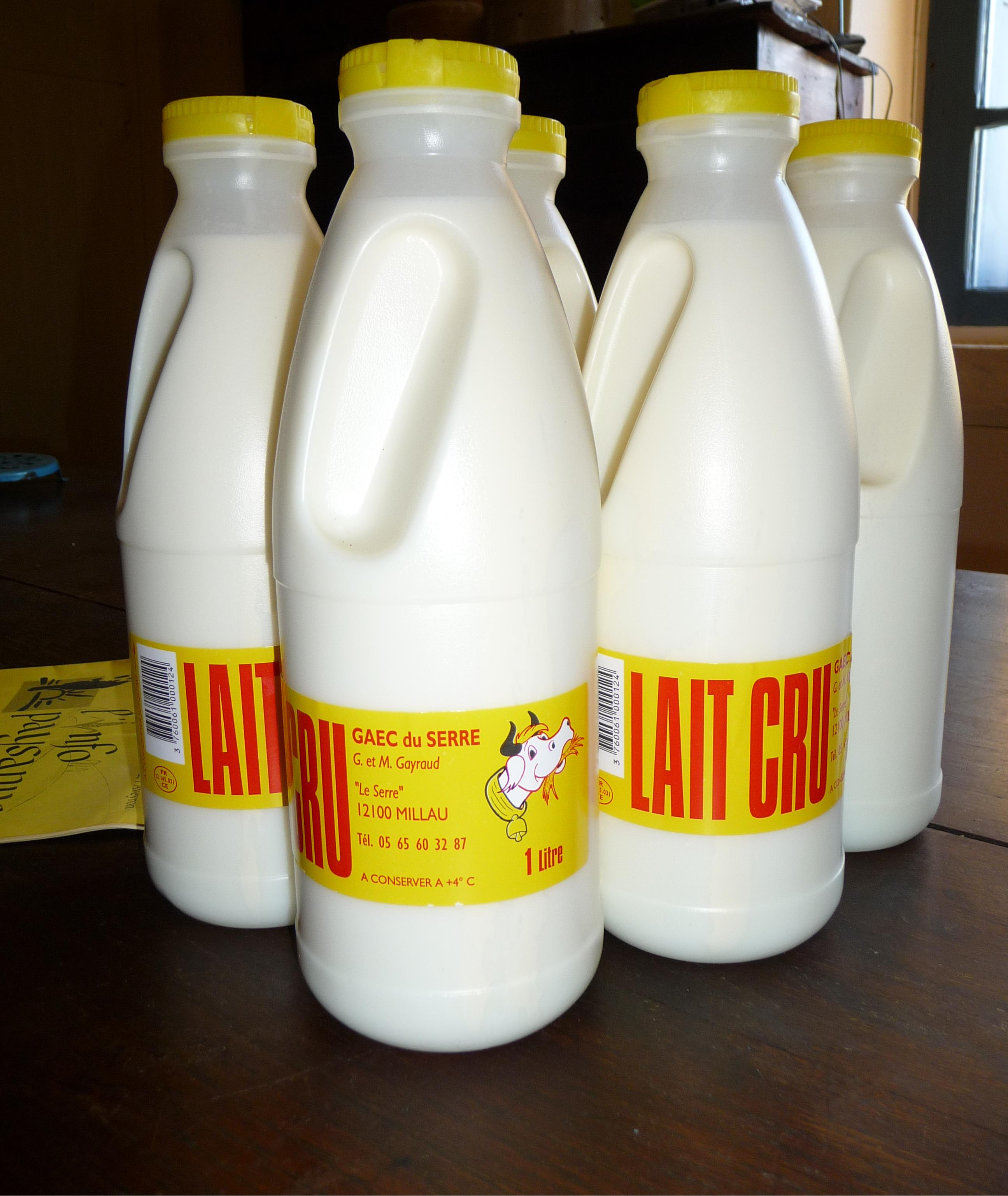
Garrafas plásticas com recortes para alças

Garrafas de leite de plástico são recipientes de plástico para armazenamento, transporte e distribuição de leite. As garrafas de plástico substituíram amplamente as garrafas de vidro para consumo doméstico. Garrafas de leite de vidro são tradicionalmente reutilizáveis, ao passo que garrafas fabricadas a partir de plásticos leves são utilizadas para utilização única e depois recicladas.

## Materiais
Embalagem do leite é regulamentada pelas autoridades locais. O uso de materiais que entram em contato com os alimentos é obrigatório. Normas rigorosas de limpeza e processamento devem ser seguidos.
O material mais comum nas embalagens de leite é o polietileno de alta densidade (PEAD). Polietileno de baixa densidade (LDPE) e poliéster (PET) também estão em uso. O policarbonato havia sido considerado, mas havia preocupações sobre a possível contaminação com bisfenol A.

## Formas dos recipientes
Garrafas de leite de plástico moldadas por sopro estão em uso desde a década de 1960. O PEAD é o material primário, mas o poliéster também é usado.

## Validade
A vida útil do leite pasteurizado em garrafas de PEAD e bolsas de LDPE foi determinada entre 10 e 21 dias quando armazenado a 4-8 °C. A vida útil pode ser prolongada por ultrapasteurização e processamento asséptico.

## Controle de volume

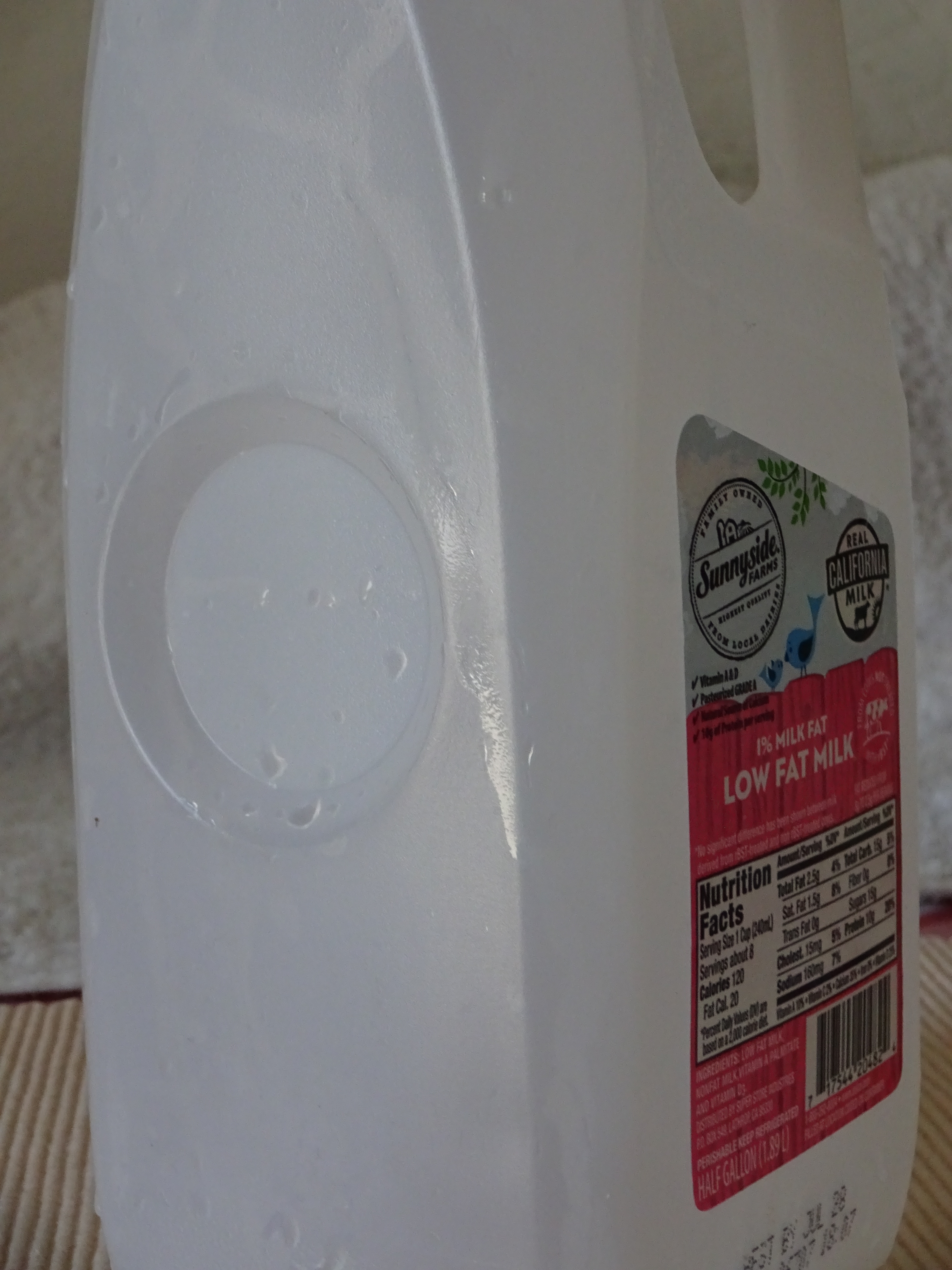
O recuo no lado esquerdo de uma garrafa de leite ajusta o volume da garrafa

Garrafas e outros recepientes de plástico devem conter a quantidade de leite indicada no rótulo. Portanto, o volume do recipiente deve ser controlado com precisão. O plástico encolhe com o passar do tempo. O grau de encolhimento depende de muitos fatores, incluindo tempo de ciclo, pressão do ar durante a produção, tempo de armazenamento antes do enchimento, temperatura de armazenamento e muito mais.

## Comparações ambientais
Muitos fatores são levados em conta em comparações entre embalagens retornáveis e não retornáveis no que diz respeito ao impacto sobre o ambiente. Os pesquisadores costumam usar metodologias de análise do ciclo de vida para equilibrar as diversas considerações. Muitas vezes as comparações mostram benefícios e problemas com todas as alternativas. Um estudo recente do ciclo de vida de garrafas de PEAD recicláveis descartáveis indicou a importância da embalagem secundária: engradados de plástico retornáveis podem permitir garrafas de menor tara.
A reutilização de garrafas exige um sistema de logística reversa, limpeza e higienização das garrafas e um sistema de gestão da qualidade eficaz. Um fator chave com garrafas de leite de vidro é o número de ciclos de uso previstos. Quebra, contaminação ou outras perdas reduzem os benefícios dos retornáveis. Um fator importante no que diz respeito a recicláveis de utilização única é a taxa de reciclagem. Por exemplo, nos Estados Unidos, apenas cerca de 30 a 35% das garrafas de PEAD são recicladas.